# Шалкартениз
Шалкартениз (Челкартенгиз, Челкар-Тенгиз; каз. Шалқартеңіз — безбрежное море) — солончаковая, частично заболоченная впадина в низовьях реки Тургай в Казахстане. Расположена на юге Актюбинской области, в 160 км к северу-востоку от города Аральск. Минимальная отметка — 49 метров выше уровня моря. Общая площадь солончаков достигает 1800 км². До конца XVI века впадину наполняли воды некогда более многоводной реки Тургай, которые затем прорывались в сторону Аральского моря. После обмеления реки водоём потерял связь с бассейном Аральского моря. На юге впадину окружают песчаные пустыни. Весной в Шалкартениз поступают воды рукавов реки Тургай, и он превращается в мелководное горько-солёное озеро (глубиной до 3 м). На довоенных картах впадина обозначалась как единое озеро. Из-за роста водозабора из рек Тургай и Иргиз Шалкартениз высох, превратившись в сор и на протяжении 1960-х годов представлял собой пустынный солончак на территории Актюбинской области Казахской ССР. Однако многоснежная зима 1969—1970 годов стала причиной раннего и необычайно обильного половодья на реках Тургайской ложбины. Высокие паводки повторились в 1971 и 1972 годах. В результате наполнения котловины на острова озёр впадины вернулись фламинго, основавшие здесь летние гнездовые колонии. В настоящее время вблизи впадины располагаются питаемые паводковыми водами реки Тургай 8 озёр разной величины и солёности, крупнейшие из которых являются Курдым, Караколь и Жынгылды.